# Northrop N-9M
Le Northrop N-9M est une aile volante à l'échelle un tiers pour le développement du bombardier Northrop XB-35.

## Conception
Le N-9M, qui a été développé après le N-1M, devait servir d'appareil de validation du concept des ailes volantes avant la construction du prototype de bombardier YB-35. Il a été construit en trois exemplaires.
Une partie de sa structure est en bois, afin de réduire le poids total. Les trois appareils ont effectué 45 vols en 5 mois. Tous se sont terminés par des incidents mécaniques divers presque tous liés aux moteurs Menasco. Quand le programme des ailes volantes fut annulé, tous les N-9M furent détruits et vendus à la ferraille. Seul le dernier exemplaire fut conservé, et subit les dégradations dues aux intempéries. En 1982, le Planes of Fame Museum, situé en Californie, racheta l’épave et grâce à des volontaires, dont d’anciens employés de Northrop, restaura l’avion. Depuis 2001, l’avion jaune et bleu est visible en exposition. Il effectua également plusieurs vols dans différents meetings. L'appareil est détruit le 22 avril 2019 dans un accident coûtant la vie à son pilote,.

### Développement lié
Northrop N-1M -
Northrop YB-35 -
Northrop YB-49

### Aéronefs comparables
Horten Ho 229